# Karel Anton van Sleeswijk-Holstein-Sonderburg-Beck

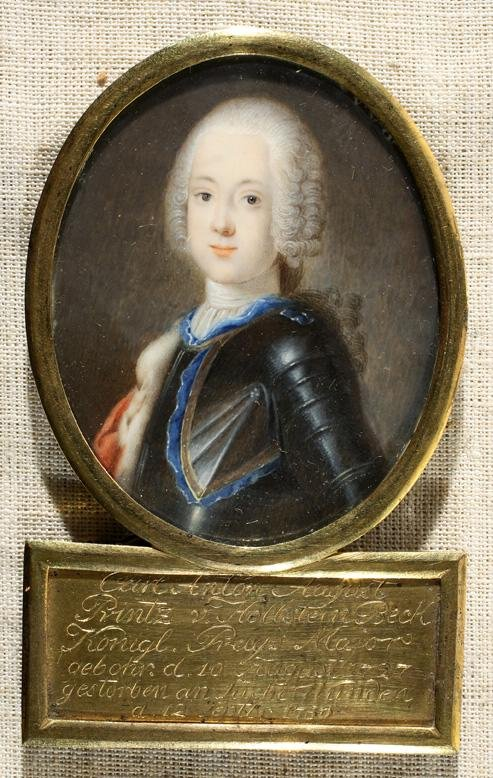
Karel Anton van Sleeswijk-Holstein-Sonderburg-Beck

Karel Anton August van Sleeswijk-Holstein-Sonderburg-Beck (Marburg, 10 augustus 1727 - Stettin, 12 september 1759) was prins van Sleeswijk-Holstein-Sonderburg-Beck. 

## Levensloop
Karel Anton was de tweede zoon van hertog Peter August van Sleeswijk-Holstein-Sonderburg-Beck en diens eerste echtgenote Sophia, dochter van landgraaf Filips van Hessen-Philippsthal.
Op 30 mei 1754 huwde hij in Königsberg met Friederike Charlotte Antoinette (1738-1786), dochter van graaf Albrecht Christoph zu Dohna-Leistenau. Het echtpaar kreeg een zoon: Frederik Lodewijk (1757-1816), die zijn grootvader zou opvolgen als hertog van Sleeswijk-Holstein-Sonderburg-Beck.
Karel Anton vocht als majoor mee in de Zevenjarige Oorlog. In september 1759 overleed hij aan de gevolgen van de verwondingen die hij had opgelopen in de Slag bij Kunersdorf.